# Seznam řetězců rychlého občerstvení v Česku
Toto je seznam řetězců rychlého občerstvení v Česku. První restaurace rychlého občerstvení v České republice byla restaurace společnosti McDonald's, otevřena tři roky po sametové revoluci v roce 1992. Většina restaurací rychlého občerstvení v Česku má americký původ. Největším provozovatelem restaurací v ČR je polská firma Amrest, provozující KFC, Starbucks, Burger King nebo Pizza Hut. Tyto restaurace nabízejí hamburgery, hranolky, kuřecí maso a také zeleninové saláty, sendviče, tortily, různé dezerty, bagety a různé nápoje včetně kávy. Společnosti Dunkin' Donuts a Little Caesars Pizza český trh opustily.

## Seznam řetězců

### Rychlé občerstvení
| Logo                     | Název               | Počet restaurací | Vstup                     | Země původu | Provozovatel v ČR          | První restaurace                | Rozvoz |
| ------------------------ | ------------------- | ---------------- | ------------------------- | ----------- | -------------------------- | ------------------------------- | ------ |
| Logo McDonald's          | McDonald's          | 130              | 20. březen 1992           | USA         | McDonalds ČR               | Praha, Vodičkova                | (2018) |
| Logo McCafé              | McCafé              | 79               | 16. červenec 2009         | USA         | McDonalds ČR               | Dálnice D1, odpočívka Průhonice |        |
| KFC logo                 | KFC                 | 128              | 22. prosinec 1994         | USA         | AmRest                     | Praha, Vodičkova                | (2016) |
| Logo Bageterie Boulevard | Bageterie Boulevard | 66               | 8. březen 2003            | Česko       | Crocodille                 | Praha, Vítězné náměstí          | (2016) |
| Logo Subway              | Subway              | 10               | 19. listopad 2003         | USA         | franšíza                   | Praha                           | No     |
| Logo Burger King         | Burger King         | 60               | 25. listopad 2008         | USA         | AmRest, BK team, Autogrill | Praha, NC Metropole Zličín      | (2018) |
| Logo Pizza Hut           | Pizza Hut           | 16               | 30. srpen 2017 (re-enter) | USA         | AmRest                     | Praha, NC Palladium (2017)      | (2018) |
| Domino's Pizza           | Domino's Pizza      | 3                | 4. listopad 2019          | USA         | Daufood CZ                 | Brno, Žarošická                 | (2019) |
| Logo Popeyes             | Popeyes             | 6                | 3. listopad 2023          | USA         | Popeyes                    | Praha, Václavské Náměstí        | No     |
|                          | Poe Poe             | 4                |                           | Česko       | Poe Poe                    | Uherské Hradiště, Prostřední    | (?)    |

Poznámka: do seznamu se započítávají všechny restaurace rychlého občerstvení s mezinárodní či globální působností působící v ČR

### Kavárny
| Logo              | Název             | Počet kaváren | Vstup            | Země původu        | Provozovatel v ČR           | První kavárna               |
| ----------------- | ----------------- | ------------- | ---------------- | ------------------ | --------------------------- | --------------------------- |
| Logo Costa Coffee | Costa Coffee      | 54            | 6. listopad 2008 | Spojené království | Costa Coffee                | Praha, OC Atrium Flora      |
|                   | Starbucks         | 51            | 22. leden 2008   | USA                | AmRest                      | Praha, Malostranské náměstí |
|                   | CrossCafe         | 26            | 2007             | Česko              | franšíza                    | Plzeň, Jungmannova          |
|                   | Coffee&Co         | 17            | 2004             | Slovensko          | Coffee&Co                   |                             |
|                   | Coffeshop Company | 11            | 2007             | Rakousko           | Coffeshop Company, franšíza |                             |
|                   | Coffee Day        | 10            |                  | Indie              | Coffe Day                   |                             |

Poznámka: do seznamu se počítají všechny kavárenské řetězce působící v Česku s počtem poboček vyšším než 5

### Restaurace s obsluhou

#### S obsluhou
| Logo               | Název          | Počet restaurací | Vstup | Země původu |
| ------------------ | -------------- | ---------------- | ----- | ----------- |
| Logo T.G.I Fridays | T.G.I. Fridays | 2                | 1997  | USA         |
|                    | Hooters        | 2                | 2010  | USA         |

Poznámka: do seznamu se počítají všechny restaurace s obsluhou na globální úrovni působící v ČR

#### S částečnou obsluhou
| Logo                | Název          | Počet restaurací | Vstup | Země původu |
| ------------------- | -------------- | ---------------- | ----- | ----------- |
| 160831 VAPIANO Logo | Vapiano        | 3                | 2017  | Německo     |
|                     | Potrefená husa | 26               |       | Česko       |

Poznámka: do seznamu se počítají všechny restaurace s částečnou obsluhou na globální úrovni působící v ČR

### Uzavřené
| Logo                | Název                | Země původu |
| ------------------- | -------------------- | ----------- |
| Logo Dunkin´ Donuts | Dunkin' Donuts       | USA         |
|                     | Little Caesars Pizza | USA         |
| Logo telepizza      | Telepizza            | Španělsko   |